# Centistes malaisei
Centistes malaisei  (лат.) — вид паразитических наездников из семейства Braconidae. Юго-Восточная Азия: с.-в. Мьянма (Kambaiti, на высоте 2000 м).

## Описание
Длина от 6,0 до 6,5 мм. Основная окраска тела красновато-коричневая. Усики тонкие, нитевидые, состоят из 38 члеников. Голова поперечная, примерно в 2 раза шире своей средней длины. Нижнечелюстные щупики состоят из 5 члеников, а нижнегубные — из 3. Переднее крыло в 2,6-2,8 раза длиннее своей ширины. Нотаули на мезоскутуме отсутствуют. Вид был впервые описан в 2000 году российским гименоптерологом Сергеем Белокобыльским (ЗИН РАН, Санкт-Петербург) вместе с видами Mama mariae (Россия, Япония) и Centistes choui (Тайвань). Видовое название C. malaisei дано в честь энтомолога Рене Малеза, специалиста по перепончатокрылым насекомым, собравшим в 1934 году типовую серию.